# (12515) Suiseki
(12515) Suiseki (1998 HE43) – planetoida z pasa głównego asteroid okrążająca Słońce w ciągu 3,81 lat w średniej odległości 2,44 j.a. Odkryta 30 kwietnia 1998 roku.